# Styloleptus gundlachi
Styloleptus gundlachi là một loài bọ cánh cứng trong họ Cerambycidae.